# Dicksonia squarrosa
Dicksonia squarrosa is een boomvaren uit de familie Dicksoniaceae. De soort is endemisch in Nieuw-Zeeland, waar hij voorkomt zowel op het Noordereiland als op het Zuidereiland. Verder komt de soort ook voor op de Driekoningeneilanden (Three Kings Islands), ten noordwesten van het Noordereiland, op Stewarteiland ten zuiden van het Zuidereiland en op de ten oosten van Nieuw-Zeeland gelegen Chathameilanden. De soort wordt door de Maori Wheki genoemd.